# Музичний склад
Склад (нім. Tonsatz, фр. écriture, англ. texture) в музиці — принцип розгортання голосів, логіка їх вертикальної або горизонтальної організації.
Вітчизняна музична наука традиційно розрізняє 4 склади:
- монодичний;
- гетерофонний;
- поліфонічний;
- гомофонно-гармонічний.

## Склад і фактура
У музикознавчій літературі поняття складу часто змішується з поняттям фактури, а в деяких іншомовних традиціях (зокрема, англомовних) і прирівнюється до неї. В іншій (поширенішій) традиції, склад і фактура співвідносяться як категорії роду та виду. Наприклад, акомпанемент (як функціональний шар) у гомофонно-гармонічному складі може бути виконаний у вигляді акордової або фігураційної (наприклад, арпеджованої) фактури; поліфонічна п'єса може бути витримана в гоморитмічній або імітаційній фактурі тощо.